# Михайловское сельское поселение (Чувашия)
Миха́йловское се́льское поселе́ние — муниципальное образование (сельское поселение) в Цивильском районе Чувашии.
Административный центр — деревня Михайловка.

## Население
| 2010  | 2012  | 2013  | 2014  | 2015  | 2016  | 2017  |
| ----- | ----- | ----- | ----- | ----- | ----- | ----- |
| 1312  | ↘1304 | ↘1278 | ↗1292 | ↘1264 | ↘1243 | ↘1198 |
| 2018  | 2019  | 2020  | 2021  |       |       |       |
| ↘1181 | ↘1148 | ↘1120 | ↘1072 |       |       |       |

## Состав сельского поселения
| № | Населённый пункт  | Тип населённого пункта          | Население |
| - | ----------------- | ------------------------------- | --------- |
| 1 | Верхние Кунаши    | деревня                         | ↗87       |
| 2 | Второе Чемерчеево | деревня                         | ↗149      |
| 3 | Михайловка        | деревня, административный центр | ↗544      |
| 4 | Молодёжный        | посёлок                         | ↗328      |
| 5 | Нижние Кунаши     | деревня                         | ↗207      |
| 6 | Татарские Кунаши  | деревня                         | ↗146      |
| 7 | Цивильск          | станция                         | ↗60       |